# Коранический корпус арабского языка

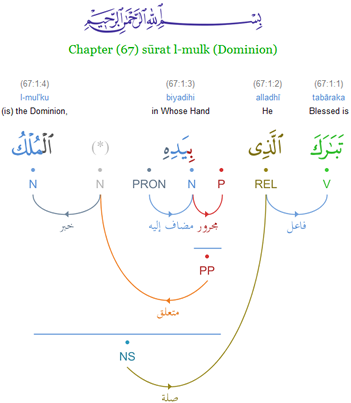
Синтаксическое дерево суры (67:1)

Коранический корпус арабского языка — доступный для поиска электронный онлайн-корпус текстов Корана, включающий 77 430 арабских слов. Целью проекта является предоставление морфологических и синтаксических данных для исследователей, желающих изучить классический арабский язык.

## Функции
Грамматический анализ текста помогает пользователям раскрывать предполагаемые значения каждого аята и предложения. Каждое слово текста Корана атрибутировано указанием его части речи и несколькими морфологическими характеристиками. В отличие от других корпусов арабского языка, грамматика, используемая Кораническим корпусом, является традиционной арабской грамматикой Ираб (إعراب). Коранический корпус арабского языка — это исследовательский проект, возглавляемый специалистом по компьютерным наукам Кайс Дюкс из Лидского университета, который является частью проекта по изучению арабского языка в Школе вычислительной техники под руководством Эрика Атуэлла.
Аннотированный корпус включает в себя:
- верифицированную вручную частеречную разметку текста на арабском языке;
- аннотированную древовидную структуру корпуса классического арабского языка;
- новую визуализацию традиционной арабской грамматики через графы зависимостей;
- морфологический поиск по тексту Корана;
- машиночитаемый морфологический арабо-английский словарь;
- частеречный конкорданс арабского языка Корана, с лемматизацией;
- онлайновую доску объявлений для волонтёров сообщества.

Частеречная разметка присваивает каждому слову корпуса тег части речи и морфологические признаки — например, указание, является данное слово существительным или глаголом, стоит в мужском или женском роде. На первом этапе проекта была задействована автоматическая частеречная разметка. Затем характеристики для каждого из 77 430 слов Корана поэтапно уточнены двумя аннотаторами, и уточнения продолжаются до настоящего времени.
Лингвистические исследования, в которых используется Коранический корпус, включают в себя обучение скрытой марковской модели частеречной разметки арабского языка, автоматическую категоризацию глав Корана и просодический анализ текста.
Кроме того, проект предусматривает дословный перевод Корана на основе принятых английских источников вместо осуществления нового перевода Корана.